# Виборчий округ 43
Виборчий округ 43 — виборчий округ в Донецькій області, який внаслідок збройної агресії на сході України тимчасово перебуває під контролем терористичного угруповання «Донецька народна республіка», а тому вибори в ньому не проводяться. В сучасному вигляді був утворений 28 квітня 2012 постановою ЦВК №82 (до цього моменту існувала інша система виборчих округів). Унаслідок подій 2014 року в цьому окрузі вибори були проведені лише один раз, а саме парламентські вибори 28 жовтня 2012. Станом на 2012 рік окружна виборча комісія цього округу розташовувалась в будівлі Ленінської районної державної адміністрації за адресою м. Донецьк, вул. Куйбишева, 31.
До складу округу входять Ленінський район, частини Кіровського (окрім кварталів поруч із вулицями Скляренка і Туполєва та території на південь від вулиці Шутова) і Куйбишевського (територія між вулицями 9 Січня і Куйбишева й проспектами Панфілова і Матросова, квартали прилеглі до проспектів Матросова і Панфілова з північної сторони, квартали прилеглі до вулиці Шахтарів Донбасу) районів міста Донецьк. Виборчий округ 43 межує з округом 44 на заході, з округом 45 на півночі, з округом 42 на сході, з округом 41 на південному сході, з округом 61 на півдні та з округом 60 на південному заході. Виборчий округ №43 складається з виборчих дільниць під номерами 141805-141811, 141827-141832, 141834-141835, 141843-141871, 141873-141925 та 142441.

## Народні депутати від округу
| Ім'я                     | Фото | Партія          | Скликання | Дата набуття повноважень | Дата припинення повноважень |
| ------------------------ | ---- | --------------- | --------- | ------------------------ | --------------------------- |
| Ландик Валентин Іванович |      | Партія регіонів | 7-ме      | 12 грудня 2012           | 27 листопада 2014           |

## Результати виборів
Кандидати-мажоритарники:
- Ландик Валентин Іванович (Партія регіонів)
- Коваленко Юрій Тимофійович (Комуністична партія України)
- Волков Роман Юрійович (УДАР)
- Кутепов Микола Леонідович (Батьківщина)
- Бунтовський Сергій Юрійович (Руський блок)
- Лівочка Олександр Васильович (самовисування)
- Екштейн Інна Миколаївна (самовисування)
- Вельдяксова Ольга Олександрівна (самовисування)
- Абрамчук Євген Миколайович (самовисування)
- Рищенко Наталя Ашотовна (Українська народна партія)